# Franco Foda
Franco Foda est un footballeur international allemand d’origine italienne né le 22 avril 1966 à Mayence, reconverti en entraîneur.

## Biographie
Franco Foda évolue en Allemagne, en Autriche et en Suisse.
Il joue notamment 321 matchs en première division allemande, inscrivant 20 buts, 99 matchs en première division autrichienne, pour un but marqué, et enfin 13 matchs en première division suisse.
Il participe également aux compétitions continentales européennes et dispute 16 matchs en Ligue des champions, six en Coupe de l'UEFA, et dix en Coupe des coupes. Il est quart de finaliste de la Coupe des coupes en 1994 avec le Bayer Leverkusen, en étant battu par le Benfica Lisbonne.
Franco Foda reçoit deux sélections en équipe d'Allemagne en décembre 1987, lors de matchs amicaux contre le Brésil (nul 1-1) et l'Argentine (défaite 1-0).

## Palmarès

### Joueur
- Vainqueur de la Coupe d'Allemagne en 1990 avec le FC Kaiserslautern puis en 1993 avec le Bayer Leverkusen
- Champion d'Autriche en 1998 et 1999 avec le SK Sturm Graz
- Vainqueur de la Coupe d'Autriche en 1999 avec le SK Sturm Graz
- Vainqueur de la Supercoupe d'Autriche en 1998 et 1999 avec le SK Sturm Graz

### Entraîneur
- Champion d'Autriche en 2011 avec le SK Sturm Graz
- Vainqueur de la Coupe d'Autriche en 2010 avec le SK Sturm Graz